# Mikrí Sánta
Mikrí Sánta är en ort i Grekland.   Den ligger i prefekturen Nomós Imathías och regionen Mellersta Makedonien, i den norra delen av landet, 300 km nordväst om huvudstaden Aten. Mikrí Sánta ligger 781 meter över havet och antalet invånare är 122.
Terrängen runt Mikrí Sánta är kuperad åt nordväst, men åt sydost är den bergig. Runt Mikrí Sánta är det glesbefolkat, med 14 invånare per kvadratkilometer. Närmaste större samhälle är Véroia, 14,4 km norr om Mikrí Sánta. 